# 囚人ディリ
『囚人ディリ』（しゅうじんディリ、Kaithi）は、2019年のインドのタミル語アクションスリラー映画。ローケーシュ・カナガラージが監督・脚本を務め、製作はドリーム・ウォリアー・ピクチャーズのS・R・プラカーシュ・バーブとS・R・プラブ、ヴィヴェーカーナンダ・ピクチャーズのティルップル・ヴィヴェークが務めている。主要キャストとしてカールティ、ナレーン、アルジュン・ダース、ディーナー、ジョージ・マリヤーン、ハリーシュ・ウッタマンが出演している。映画は釈放されたばかりの元囚人が、毒物を盛られた警官たちを救うため、ギャングの追跡を振り切りながら病院を目指す物語である。
2019年10月25日に公開された。批評家からはキャストの演技、ローケーシュの演出や脚本、アンバリヴのアクションシークエンス、歌などのタミル語映画の主流作品に見られる要素を排除した作風を高く評価され、アーナンダ・ヴィカタン映画賞、ノルウェー・タミル映画祭賞、南インド国際映画賞、ジー・シネ・アワード・タミルなど複数の映画賞を受賞した。また、商業面でも20億ルピーの興行収入を記録するヒット作となった。

## ストーリー
ある日、孤児院で暮らす10歳の少女アムダは「明日の朝10時に大切な人が会いに来る」と告げられ、不安と期待の気持ちを抱きながら一夜を過ごすことになる。
同じ日、ティルチ警察の特殊部隊長ビジョイ警部は潜入捜査官アフマドの情報を元にギャングたちを逮捕し、1トンの麻薬を押収することに成功する。彼らはアダイカラムが率いるギャングのメンバーであり、アダイカラムの弟アンブは報復を決意する。彼は当局の内通者であるラージ麻薬取締局長から情報を得て逮捕劇に関わった5人の警官の素性を把握し、彼らが参加する警察長官主催のパーティーで警官たちを毒殺しようと計画する。毒物入りの酒を飲んだ出席者たちが全員昏睡状態に陥る中、腕を負傷して投薬治療中だったため酒を飲まなかったビジョイだけが難を逃れ、警察長官の「誰にも知られないように事態を処理するように」という指示を受け、極秘裏に警官たちを病院に運ぼうとする。ビジョイは仕出し業者カマチからトラックを借り、会場近くで不審者として拘束されていた元囚人ディリにトラックを運転して病院に向かうように依頼する。ディリは娘アムダに会うため協力を拒否するが、「協力しないなら娘には会わせない」と脅され、ビジョイに協力することになる。警察長官たちを荷台に乗せたビジョイとディリは、道案内役としてカマチも乗せて3人で病院に向かう。一方、アンブは5人の警官に懸賞金をかけて手下たちにビジョイたちを襲うように命令する。ギャングたちは、トラックの荷台に紛れ込んでいる汚職警官パールパンディから位置情報を得ながらビジョイたちを追跡していく。
ティルチ警察本部にはギャングたちと押収された麻薬が拘留・保管されていたため、ビジョイはアンブたちの襲撃を迎えるために応援を呼ぶように指示する。しかし、近隣の警察署から応援を拒否された夜勤の警官たちは警察本部を退去してしまい、転勤したばかりのナポレオン巡査と飲酒運転で取り調べ中の5人の大学生だけが取り残されてしまう。ビジョイはナポレオンに全ての出入り口を封鎖するように指示を出す。3人は病院に向かう途中で何度もギャングたちの襲撃を受けるが、ディリの活躍によって危機を脱する。病院に向かう途中、ディリはカマチに「妻を暴行した暴漢を殺したために刑務所送りになった」と生い立ちを語り、ビジョイには脅迫して無理矢理協力させたことを責め、見返りとしてアムダに十分な教育を受けさせ、安定した生活を保証することを約束させる。同じころ、警察本部に到着したアンブたちは侵入を試み、ナポレオンから連絡を受けたビジョイは、彼に「ナポレオンと学生たいの安全を保証すれば、拘留中のギャングたちを解放する」という条件でアンブと交渉するように指示する。アンブは条件を受け入れるが、拘留中のギャングの中にアダイカラムが紛れ込んでいることが判明し、ビジョイは交渉中止を指示する。アダイカラムは鉄格子を通して外にいるアンブに出入り口の場所を伝えようとするが、それを知った学生たちは音楽プレーヤーで大音量の曲を流して妨害する。アンブは木を登って屋上から警察本部に侵入するが、学生たちに見つかり格闘の末に捕まってしまう。
ディリとカマチは警察長官たちをトラックからバスに移して病院に向かわせ、自分たちは警察本部に向かおうとするが、バスから降りたパールパンディがトラックに合流してくる。チットゥ率いるギャングの襲撃を受けたビジョイは負傷してアフマドは殺され、ディリはパールパンディに背中を刺されてしまう。ディリは重傷を負いながらもチットゥ、パールパンディたちを倒してビジョイと共に警察本部に向かう。そんな中、警察本部では男子学生がギャングに殺され、激怒したナポレオンが殺害を指示したアンブを殴り殺してしまう。弟を殺されたアダイカラムは激怒し、ナポレオンたちを「家族含めて全員殺す」と脅し、外にいるギャングたちは車を突入させてバリケードを突破しようと試みる。警察本部に到着したディリは地下通路を通って本部内に移動し、学生たちを外に逃がすが、ディリとナポレオンは押収した麻薬を焼き捨てるため保管庫に向かう。そこには麻薬と共に押収したミニガンがあり、2人はミニガンを手に本部内に戻り、突入してきたギャングたちを迎え撃つ。ディリによってギャングたちは一掃され、内通が判明したラージは逮捕され、病院に運ばれた警察長官たちは全員が一命を取り留めた。ビジョイはディリに感謝し、彼とアムダの生活を保証する。そこにナリニ保護観察官がアムダを連れて現れ、ディリは初めてアムダと対面する。
獄中のギャングが「事件に無関係のディリが全ての元凶だ」と嘆く中、アダイカラムは「奴は関係者だ」と返答する。警察本部を後にしたディリは、アムダとカマチと共に故郷に向かって歩いていく。

## キャスト
- ディリ - カールティ
- ビジョイ警部 - ナレーン（英語版）
- チップス - ラーマーナ（英語版）
- ナポレオン巡査 - ジョージ・マリヤーン（英語版）
- アダイカラム - ハリーシュ・ウッタマン（英語版）
- ステファン・ラージ麻薬取締局長 - ハリーシュ・ペーラディ（英語版）
- アンブ - アルジュン・ダース
- カマチ - ディーナー（英語版）
- アジャス・アフマド - カンナー・ラヴィ
- ラーム - アムザト・カーン（英語版）
- パールパンディ - アルン・アレクサンダー（英語版）
- チットゥ - ラールー（英語版）
- アジャイ - ヴァッサン・チャクラヴァルティー（英語版）
- 大学生 - ウダヤラージ（英語版）
- アショーク - キショール・ラージクマール
- タミジー - ディープティ
- アムダ - ベイビー・モーニカー
- K・ヴェンカット - クリシュナムールティ（英語版）

ノンクレジット
- ナリニ保護観察官 - マラヴィカ・アヴィナーシュ（英語版）
- アムダン医師 - チェタン（英語版）
- 警察長官 - R・N・A・マノハール（英語版）
- ディリをバイクから連れてくる男 - プガーズ（英語版）

## 製作

### 企画
『Maanagaram』の成功後、ローケーシュ・カナガラージは「立て続けにプロジェクトにサインすることで、業界にとって重要な存在であり続けるというプレッシャーに負けたくない」として、複数の映画製作会社からのオファーを辞退していた。その代わり、同作のプロデューサーだったS・R・プラカーシュ・バーブとS・R・プラブのために、2人が経営するドリーム・ウォリアー・ピクチャーズの下で2本の映画を監督することになった。ローケーシュは脚本の執筆にとりかかったが、完成に時間を要すること、キャスティングに難航したことなどから企画は実現しなかった。その後、「元囚人が泥酔した警察官を助けた」というニュース記事を見たローケーシュは興味を抱き、新たな脚本の執筆を始めた。彼は『Maanagaram』が48時間のスパンで物語が進行したことを参考に、新作映画は一晩の間にキャラクター、ストーリー、舞台が短いスパンで進行する、前作とは異なるジャンルとなるアクションドラマ映画の方向で脚本の執筆を進めた。最終的に45ページから成る最終稿を書き上げたローケーシュはプラブの事務所に届けたが、その時のことについて「脚本の規模の大きさから、彼は手渡された時に困惑していた」と語っている。映画には女性主人公も歌も登場しないが、これはタミル語映画としては新しい試みと認識されており、これについてローケーシュは「商業映画においてヒロインや歌がないことは障害にはなりません」と語っている。また、ヴィヴェーカーナンダ・ピクチャーズのティルップル・ヴィヴェークが企画に参加しており、同社が20年振りに映画製作に復帰した。
当初、ローケーシュはマンスール・アリー・カーンの起用を前提に脚本を執筆していたが、執筆を進める中で主人公が高身長に変更され、著名な俳優を起用することを求められるなど、企画の規模が大きくなった。ローケーシュは『Theeran Adhigaaram Ondru』に出演していたカールティに興味を抱き、彼に脚本の一節を話して聞かせた。脚本の一部を聞いたカールティは、すぐに脚本を気に入り出演を決めたという。ローケーシュはザ・ヒンドゥーからの取材の中で、「この映画は歌もヒロインも存在しないので、人々は2時間以内で終わるだろうと思っていました。そうやって条件付けられているのです。映画全体は一晩の物語ですが、その規定の時間内に物語を伝える必要があったのです」と語っている。カールティの参加確定後、ローケーシュは企画の拡大を図り脚本と台詞の追加を行うことになり、カールティの推薦で『Kaatrin Mozhi』を手掛けたポン・パルティバンを起用した。 2018年12月12日に主要スタッフが発表され、映画音楽の作曲家にサム・C・S、撮影監督にサティヤン・スーリヤン、編集技師にフィロミン・ラージ、アクション振付師にアンバリヴがそれぞれ起用された。2019年3月にはファーストルックが公開され、映画のタイトルが「Kaithi（囚人）」であることが明かされた。

### キャスティング
カールティは元囚人ディリ役を演じ、役柄について「肉体的、精神的に過酷なものだった」と語っている。また、撮影について「今まで経験したことがないもの、自分への挑戦に転換できるもの、観客として観たい映画と言えるものです……そして、クライマックスシークエンスでは全員が完璧で、ベストを尽くしていました。私たちは、まさに家族のようでした。俳優として、そこは素晴らしい場所でした。病みつきになりそうですよ」と語っている。
ローケーシュは「映画のキャラクターにバックストーリーは存在しないが、キャラクターと観客の間には繋がりが確立されている」と語った。また、インディアン・エクスプレスの取材には「私は、映画に貢献してくれる些細なキャラクターにも注目しています。ナレーン、ディーナー、ハリーシュ・ペーラディ、ハリーシュ・ウッタマン……全員が重要なキャラクターでした。彼らはユニークな声と台詞回しを評価して起用したのです」と語っている。
ナレーンはビジョイ警部役に起用されたが、これはカールティの強い希望によるものだった。彼は役柄について『Anjathe』で演じた役柄に似ており、「興味深い」と語っている。ジョージ・マリヤーンが演じたナポレオン巡査は、ローケーシュが作り出したキャラクターの中で「最も誠実な役柄の一つ」と評された。悪役のアンブにはアルジュン・ダースが起用されたが、ローケーシュは起用理由として、彼が役柄に必要な力強い声をしていたことを挙げている。

### 撮影
2018年12月13日から主要撮影が始まり、チェンナイで行われた第1スケジュールの撮影は15日間で完了した。2019年1月4日からテンカシで第2スケジュールの撮影が始まった。撮影の大部分はティルネルヴェーリ近郊で行われている。『囚人ディリ』は一晩で完結するストーリーだったことから撮影は夜間に行われ、日中のシークエンスはラストシークエンス以外撮影されなかったが、これはストーリーや設定に説得力を持たせることを意図したためである。
ナレーンは三角巾を付けた状態で山の斜面を降るスタントシーンを演じたが、このシーンについて「坂道を走る時はバランスをとるのが難しくとても危険で、集中力を必要とするものでした。三角巾を付けてスタントをするのは初めての経験だったので、殴り合いなどの格闘シーンやギャングたちから逃げ回るシーンでは、多くの技術と判断力を必要としました」と語っている。また、別のシーンについては「ベランダから飛び出してプールを走り抜け、指定された遠い場所まで行くシーンがあったのですが、プールの側を走った時にコンクリート上にできた水溜まりに足を取られて転んでしまったのです。三角巾を付けたままではバランスをとることができずに転び、肩と胸を打ち付けてしまったのです……プールの周りが固いコンクリートだったので、何とか助かったという感じです」と語っており、この時の肩の痛みは4か月間ほど残ったという。
カールティはトラックを運転するための訓練を受けたが、これまでトラックの運転経験がなかったことから「かなり挑戦的だった」と心境を語っている。ローケーシュは複数のシークエンス（特にクライマックスシークエンス）について、「映画というのは、観客に現実のものだと信じ込ませることが大事なんです。だから、クライマックスのヒーローチックな戦いは気に入ってないのです。どの戦いにもバックストーリーがあり、その前提から外れなかった。私はキャラクターたちが本物のように振る舞い、聞こえるようにしたかっただけなのです」と語っている。2019年5月9日に主要撮影が終了したが、撮影日数について多くの関係者が62日間と主張している一方、ローケーシュとカールティは36日間から45日間と語っている。

### 音楽
映画音楽の作曲はサム・C・Sが手掛けた。映画には歌が存在しないものの、ヴォーカル入りの4曲が作られており、そのうちの1曲「Neel Iravil」は予告編で使用されている。サムは作曲について「『囚人ディリ』には、お決まりの曲が存在しないので、音楽を通してストーリーを語れるように努力しました。そして、節目ごとに異なるテーマを設定したのですが、これが実に上手くいったのです」と語っている。彼はザ・ヒンドゥーからの取材に際し、「ローケーシュがアメリカ映画の音楽を参考にして『囚人ディリ』に取り入れることを示唆していた」と語っており、参考例として『ダークナイト』の音楽を挙げている。
予告編で使用された「金属音」から構成される曲は囚人時代のディリを暗示するテーマ曲であり、続編のメインテーマになる予定である。2019年11月22日に17曲を収録したオリジナル・サウンドトラックが発売され、作曲・歌はサム・C・Sとシャラニヤ・ゴーピナートが担当している。サウンドトラックは批評家から好意的な評価を得ており、Sifyはサムを「もう一人の映画のサイレント・ヒーロー」と批評し、DT Nextに寄稿したカウシク・ラージャラーマンは「『Vikram Vedha』で彼が手掛けたテーマ曲と同等のものである」と批評している。

## 影響を受けた作品
『囚人ディリ』の内容は『ジョン・カーペンターの要塞警察』の影響を受けたと指摘されているが、ローケーシュは『ダイ・ハード』『Virumaandi』を意識したと語っており、両作ともクレジットされている。また、主人公ディリは『Virumaandi』でカマル・ハーサンが演じた主人公ヴィルマーンディをモデルにしている。これについてはポン・パルティバンも認めており、「両作で主人公が妻について語るシーンを比較すると、両作の精神的な繋がりが感じられるので、観客はそれを比較する必要がある」と語っているが、一方で「『Virumaandi』の台詞の方が美しかった」とも語っている。
物語が一晩で完結するという設定は、マーティン・スコセッシとクエンティン・タランティーノの監督作品から影響を受けている。ローケーシュは「暗闇で撮影された映画は過小評価されがちだが、一方で照明の面で大きな幅を与えてくれる」と主張しており、例として『ダイ・ハード』を「暗闇が非常に良い雰囲気を出していた」とし、『囚人ディリ』は「その逆で、悪漢たちが警察署の中に閉じ込められている話だ」と語っている。
クライマックス直前のアクションシークエンスの振り付けはアンバリーヴが担当し、カールティは走行中のトラックの上で危険なスタントを行っている。このスタントは『Naan Mahaan Alla』を参考にしている。また、クライマックスでディリがガトリング銃を使ってギャングたちを撃退するシークエンスがあるが、ローケーシュはアユダ・プージャの時期にインターネット上に出回った『ターミネーター』のアーノルド・シュワルツェネッガーが、顔にヴィブティを付けてガトリング銃を手にした画像からインスピレーションを得たと語っている。

## 公開
『囚人ディリ』は2019年7月中旬に公開する予定だったが、ポストプロダクションの遅れのため公開日が9月27日に延期された。その後、公開日は10月に変更され、ディーワーリー期間中の同月27日公開に決定した。しかし、ヴィジャイ主演の『ビギル 勝利のホイッスル』と公開日が重なったため、公開1週間前に新たな公開日が発表され、同月25日に前倒しされた。10月中旬に中央映画認証委員会の認証が降り、テルグ語圏では『Khaidi』のタイトルでテルグ語吹替版が公開された。
タミル・ナードゥ州政府は公開に先立ち、劇場興行主によるチケット料金の値上げ実施を危惧し、『囚人ディリ』『ビギル 勝利のホイッスル』のモーニングショーを不許可とした。『囚人ディリ』は『ビギル 勝利のホイッスル』と競合したにもかかわらず、タミル・ナードゥ州で250スクリーン以上で上映された。この他、『囚人ディリ』は全世界で1400スクリーン以上（アーンドラ・プラデーシュ州とテランガーナ州でテルグ語吹替版『Khaidi』が330スクリーン、ケーララ州で75スクリーン、カルナータカ州で100スクリーン、その他のインド地域で125スクリーン、海外市場で400スクリーン）で上映された。映画が好評だったため、公開第2週からはタミル・ナードゥ州では上映数が350スクリーンに増加し、この他にケーララ州、カルナータカ州、アーンドラ・プラデーシュ州、テランガーナ州、海外市場でも上映数が増加した。
11月25日からDisney+ ホットスターでプレミア配信が始まった。これに対して劇場興行主や配給会社は、「公開1か月でストリーミング配信を行うことは劇場の観客動員数の減少を招く」と批判している。プロデューサーのS・R・プラブは公開1か月後からプレミア配信を始めた理由として海賊版の横行を挙げたが、劇場興行主からの理解は得られなかった。PVRシネマズ、INOXレジャー、AGSエンターテインメントなどの大手マルチプレックスはプレミア配信開始後、間もなく『囚人ディリ』の上映を中止した。また、この騒動とは無関係になるが、12月13日に上映日数50日間をもって劇場上映が終了した。
衛星放送権はスター・ヴィジャイが取得し、2020年8月9日から15日にかけてトロントで開催された国際インド映画祭でも上映された。10月25日からはゴールドマインズ・シネフィルムズのYouTubeチャンネルでヒンディー語吹替版が公開された。また、日本でも映画に興味を示した配給会社が配給権を取得し、2021年11月19日に公開された。2022年2月24日にロシア軍のウクライナ侵攻が発生する以前には、3月10日からロシアでロシア語吹替版が公開される予定になっていた。

## 評価

### 興行収入
公開初日の興行収入は3500万ルピーとなり、『ビギル 勝利のホイッスル』と競合する中で好成績を記録した。チェンナイの公開初日興行収入は400万ルピーとなっている。公開2日目は2800万ルピー、公開3日目は4700万ルピーを記録しており、公開初週末の累計興行収入は1億100万ルピーとなり、チェンナイだけで1070万ルピーを記録している。公開第1週の累計興行収入は2億5000万ルピーを記録している。インターナショナル・ビジネス・タイムズによると公開10日間で7億ルピーの興行収入を記録しており、内訳はタミル・ナードゥ州が3億5000万ルピー、ケーララ州が5500万ルピー、アーンドラ・プラデーシュ州とテランガーナ州の合計が1億ルピー、カルナータカ州が7000万ルピーとなっている。海外市場では1億3000万ルピーの興行収入を記録している。
公開第2週から上映館が増加し、公開12日目の累計興行収入は8億3400万ルピーを記録した。11月12日には累計興行収入が10億ルピーを超え、『囚人ディリ』はカールティにとって初めて100カロール・クラブ入りした主演作品になった。最終興行収入はインド国内が14億4000万ルピー（タミル・ナードゥ州が5億6500万ルピー、アーンドラ・プラデーシュ州とテランガーナ州の合計が1億5100万ルピー、ケーララ州が6200万ルピー、カルナータカ州が7430万ルピー、その他の地域の合計が1億8700万ルピー）、海外市場が7億4000万ルピーを記録し、総利益は10億5000万ルピー、純利益は7億4500万ルピーとなっている。

### 批評
『囚人ディリ』はカールティや助演キャストの演技、ローケーシュの演出や脚本などが批評家から高く評価されている。Rotten Tomatoesでは15件の批評が寄せられ支持率81%、平均評価7.34/10となっている。また、インディアン・エクスプレス、フィルム・コンパニオン・サウス、ヒンドゥスタン・タイムズ、Sify、ファーストポスト、インディア・トゥデイなど複数のメディアから「2019年のベスト・タミル語映画」の一つに選ばれている。
ザ・タイムズ・オブ・インディアに寄稿したM・スガーントは4.5/5の星を与え、映画を「緊迫感があり、印象的に撮影されたアクションスリラー」と表現し、「ローケーシュ・カナガラージはタミル語映画お決まりの歌やロマンスといった余分な要素を取り除いて、純粋なジャンル映画を見せてくれた」と絶賛しつつ、「この手のジャンル映画としては上映時間が長過ぎるように感じられ、いくつかのアクションシークエンスは盛り込み過ぎだと思うが、事前に決められたアクションである限り、これ以上は何も言うまい」と指摘している。インディア・トゥデイのジャーナニ・Kは4/5の星を与え、「『囚人ディリ』は映画製作の素晴らしさを堪能できる作品だ」と批評し、カールティの演技については「過酷な状況下に置かれた囚人の姿が文字通り目に浮かぶほどの素晴らしく、自然な演技をしている」と絶賛した。ファーストポストのスリーダル・ピラーイは4.5/5の星を与え、「『囚人ディリ』は道なき道を進み、十分なスリルを味わえる良くできた映画です」「カールティの生々しくて強烈な演技、緊張感のある脚本、素晴らしい映像技術、見事なアクションシークエンスによって、『囚人ディリ』は心躍らせるスリラーを作り出しています」と批評している。
CNNニュース18のガウタマン・バースカランは3/5の星を与え、「カールティの素晴らしい演技によって魅力的な作品になっている」と批評している。インディアン・エクスプレスのマノージュ・クマール・Rは3.5/5の星を与え、「カールティは控えめなやり方で自らの役を演じ、他の人々の勇気ある行動をスクリーンで描くためのスペースを用意しました。彼は監督にとってのキャンバスです。自分のイメージに合わせてストーリーを曲げようとせず、ローケーシュに身を任せた点について、カールティを正当に評価する必要があります。監督は狭義のメインストリーム・エンターテインメントに安住しているタミル語映画の商業空間において、新たなるメジャー勢力として躍進することを、静かに、しかし確固たる信念をもって知らしめたのです」と批評している。ザ・ヒンドゥーに寄稿したS・スリヴァトサンは映画を「『Theeran Adhigaaram Ondru』以来となる最高のアクションスリラー」と表現し、「『囚人ディリ』にはミサ的な瞬間が存在するが、それを作り出すには一定レベルの脚本が必要だ。脚本には従来のサスペンススリラーの要素が全て詰まっているが、『囚人ディリ』が従来の作品と異なるのは、ローケーシュ・カナガラージがジャンルと観客をリスペクトしているという点だ」と批評している。ヒンドゥスタン・タイムズのカールティク・クマールは映画を「魂と目的を備えたアクション映画」と表現し、「大衆受けするような商業映画ではないが、大衆向けであることには変わりがない」と批評している。
Sifyは3.5/5の星を与え、「『囚人ディリ』は堅実なアクションスリラーで、アクション好きにとってたまらない映画です」と批評している。ニュー・インディアン・エクスプレスのアーシャメーラ・アイヤッパンは「出来の良い商業スリラー」と批評している。デカン・クロニクルのアヌパマ・スブラマニアンは4/5の星を与え、「『囚人ディリ』は堅実なストーリーと素晴らしい演技、完璧な作りによって、時間の試練に耐えることができる」と批評している。ニュース・ミニッツ編集長のプリヤンカー・ティルムルティは4/5の星を与え、「『囚人ディリ』にはスターが存在しません。ローケーシュ監督は、ヒーローとは自分自身のことだけを考えるのではなく、それ以上のことを行う人物を意味することを示したのです」と批評している。フィルム・コンパニオン・サウスのバラドワジ・ランガンは「『Theeran Adhigaaram Ondru』で印象的に示したように、カールティはクラーク・ケント（容姿面）とスーパーマン（体格面）の両方を演じられる数少ない俳優であり、その彼にとって『囚人ディリ』は強固な媒体です。プールを舞台にディリがビリヤニを食べまくる数分間の幻想的な"ミサのシークエンス"は、純粋に肉体的な演技として素晴らしいものになっています。カールティの見た目と声は、実生活では紳士的で都会的な印象を受ける一方、スクリーンでは野獣的な側面をもった時に最高の演技を見せるのが、実に不思議に感じるのです」と批評している。

### 受賞・ノミネート
| 映画賞                             | 部門                           | 対象                               | 結果       | 出典            |
| ---------------------------------- | ------------------------------ | ---------------------------------- | ---------- | --------------- |
| 第13回アーナンダ・ヴィカタン映画賞 | 助演男優賞                     | ジョージ・マリヤーン               | 受賞       | [ 100 ]         |
| 第13回アーナンダ・ヴィカタン映画賞 | スタント監督賞                 | アンバリヴ                         | 受賞       | [ 100 ]         |
| 批評家協会映画賞                   | 主演男優賞                     | カールティ                         | ノミネート | [ 101 ] [ 102 ] |
| ノルウェー・タミル映画祭賞         | 主演男優賞                     | カールティ                         | 受賞       | [ 103 ]         |
| ノルウェー・タミル映画祭賞         | 悪役賞                         | アルジュン・ダース                 | 受賞       | [ 103 ]         |
| ノルウェー・タミル映画祭賞         | 編集賞                         | フィロミン・ラージ                 | 受賞       | [ 103 ]         |
| 第9回南インド国際映画賞            | タミル語映画部門作品賞         | ドリーム・ウォリアー・ピクチャーズ | 受賞       | [ 104 ] [ 105 ] |
| 第9回南インド国際映画賞            | タミル語映画部門監督賞         | ローケーシュ・カナガラージ         | ノミネート | [ 104 ] [ 105 ] |
| 第9回南インド国際映画賞            | タミル語映画部門主演男優賞     | カールティ                         | ノミネート | [ 104 ] [ 105 ] |
| 第9回南インド国際映画賞            | タミル語映画部門助演男優賞     | ジョージ・マリヤーン               | 受賞       | [ 104 ] [ 105 ] |
| 第9回南インド国際映画賞            | タミル語映画部門助演男優賞     | ナレーン                           | ノミネート | [ 104 ] [ 105 ] |
| 第9回南インド国際映画賞            | タミル語映画部門悪役賞         | アルジュン・ダース                 | 受賞       | [ 104 ] [ 105 ] |
| 第9回南インド国際映画賞            | タミル語映画部門コメディアン賞 | ディーナー                         | ノミネート | [ 104 ] [ 105 ] |
| 第9回南インド国際映画賞            | タミル語映画部門撮影賞         | サティヤン・スーリヤン             | ノミネート | [ 104 ] [ 105 ] |
| ジー・シネ・アワード・タミル       | フェイバリット監督賞           | ローケーシュ・カナガラージ         | 受賞       | [ 106 ] [ 107 ] |
| ジー・シネ・アワード・タミル       | スタント監督賞                 | アンバリヴ                         | 受賞       | [ 106 ] [ 107 ] |
| ジー・シネ・アワード・タミル       | 悪役賞                         | アルジュン・ダース                 | 受賞       | [ 106 ] [ 107 ] |
| ジー・シネ・アワード・タミル       | 助演男優賞                     | ジョージ・マリヤーン               | 受賞       | [ 106 ] [ 107 ] |

## レガシー
『囚人ディリ』は映画業界の人々からも高い評価を得ている。ガウタム・ヴァスデーヴ・メーナンは予告編を観て「強烈で劇場で観るに相応しい」と絶賛しており、カールティク・スッバラージは「アッと驚く瞬間が目白押しのキックアス映画」と評価している。映画を鑑賞したマヘーシュ・バーブはローケーシュが歌を除外した点と映像技術を評価し、「映画業界にとって歓迎するべき変化だ」と絶賛した。ホットスターで視聴したP・C・シュリーラームは映画を「心躍る体験」と表現し、ローケーシュとサティヤン・スーリヤン（シュリーラームの弟子）の技術を高く評価した。また、オンラインポータルの取材に応じたローケーシュは、「ポストプロダクション中に、『マスター 先生が来る!』に起用したヴィジャイに『囚人ディリ』の最終ラッシュを見せた」と語っており、その際にヴィジャイから『囚人ディリ』を絶賛され、祝福を受けたことを明かしている。
映画の成功により、ローケーシュはタミル語映画界で最も人気の映画監督となり、公開後にスター俳優主演の複数の企画に起用された。また、アンブ役を演じたアルジュン・ダースはキャラクター描写や演技を高く評価され、キャラクターにマッチした重低音の声で多くのファンを獲得した。彼は引き続き、ローケーシュの次回作『マスター 先生が来る!』にも起用されている。さらに、2014年に製作されながら「著名な俳優が出演していない」という理由で6年以上にわたり配給を拒否されていた主演作『Andhaghaaram』が、『囚人ディリ』公開後のアルジュン・ダースの人気の高まりを受け、アトリーのプロデュースで公開が決まり、2020年からNetflixで配信された。
トレード・アナリストは映画の成功を受け、歌のないタミル語映画がヒットする可能性について分析を始めた。G・ダナンジャヤンは「ある種の映画において歌は必須ではないが、歌を適切に取り入れることによって、歌をエンターテインメントにおける重要な要素として求めている観客を満足させることができる。C・V・シュリーダル、K・バーラチャンダル、バーラティラージャ、バル・マヘンドラ、マヘンドラン、マニラトナム、シャンカルなどの監督は、歌を商業的な要素ではなく、物語を伝えるために効果的に用いてきた。他の映画製作者がこの手法を取り入れれば、映画における歌の必要性は疑う余地もない」と指摘している。また、映画の公開後にA・R・ラフマーンが『En Swasa Kaatre』で作曲した「Jumbalakka」が注目を集めた。これは警察本部のシーンでギャングたちの連絡手段を断つために学生たちが音楽プレーヤーで流した音楽として使用されたためであり、同曲は公開後にトレンド入りしている。

## シリーズ展開

### 続編
ローケーシュは映画のラストシーンで続編の存在を示唆する描写をしており、公開後に続編を製作する意思があることを明かした。彼はファーストポストのスーバ・J・ラオの取材の中で、フランチャイズ化（前日譚と続編）の構想を持っているとしつつ、実現の可能性についてはキャストのスケジュール次第であると語っている。2021年5月にS・R・プラブが続編の製作中であることを認め、大半の撮影は『囚人ディリ』の撮影中に同時進行で行われ、残りの部分の撮影に必要な期間は30日程度であることを明かしている。

### リメイク
2020年2月にマドゥ・マンテナとリライアンス・エンターテインメントが『囚人ディリ』のヒンディー語リメイク権を取得し、アジャイ・デーヴガンが主演を務めることが発表された。2022年1月13日には、リメイク版のタイトルが「Bholaa」であることが明かされた。また、カンナダ語リメイク版の製作も進められ、シヴァ・ラージクマールが主演を務めることが報じられた。

## トラブル
コッラム出身の元囚人ラジーヴ・ランジャンが、「『囚人ディリ』の脚本は自分の体験を無許可で使用したもの」としてS・R・プラブに抗議文を送付している。抗議文では、ランジャンが2000年にプザール中央刑務所に収監され数年間過ごしたこと、出所後に囚人時代のことを自伝として執筆したことを主張している。また、彼は2007年にS・R・プラブに会い囚人時代の経験を話し、自伝を脚本として採用することに同意してS・R・プラブから1万ルピーを受け取ったと主張した。その後、『囚人ディリ』の内容がS・R・プラブから聞かされたものと同じだったことから、ランジャンはショックを受けたとして、コッラム高等裁判所に続編及びリメイク版の製作中止を求める訴状を提出した。2021年7月にコッラム高等裁判所は判決を言い渡し、ランジャンの訴えを認め、S・R・プラブに賠償金として4000万ルピーを彼に支払うことを命じた。この騒動は報道番組で取り上げられ、ローケーシュに対する批判的な主張がなされた。S・R・プラブは報道内容に問題があるとして番組を批判する一方、訴訟については「詳細を把握していないため、コメントできない」としつつ、「脚本について問題はなく、いかなる法的な問題にも対処する用意がある」と語っている。2022年2月14日に裁判所はランジャンの著作権侵害の訴えを退け、ローケーシュが著作権を有していることを認めた。